# Wyjście Izraelitów z Egiptu
Wyjście Izraelitów z Egiptu, Exodus – wydarzenie z historii Izraelitów opisane przede wszystkim w Księdze Wyjścia i Liczb (w mniejszym stopniu w Kapłańskiej i Powtórzonego Prawa), obejmujące uwolnienie Izraelitów z Egiptu oraz ich wędrówkę przez Synaj do Palestyny, będącej Ziemią Obiecaną.

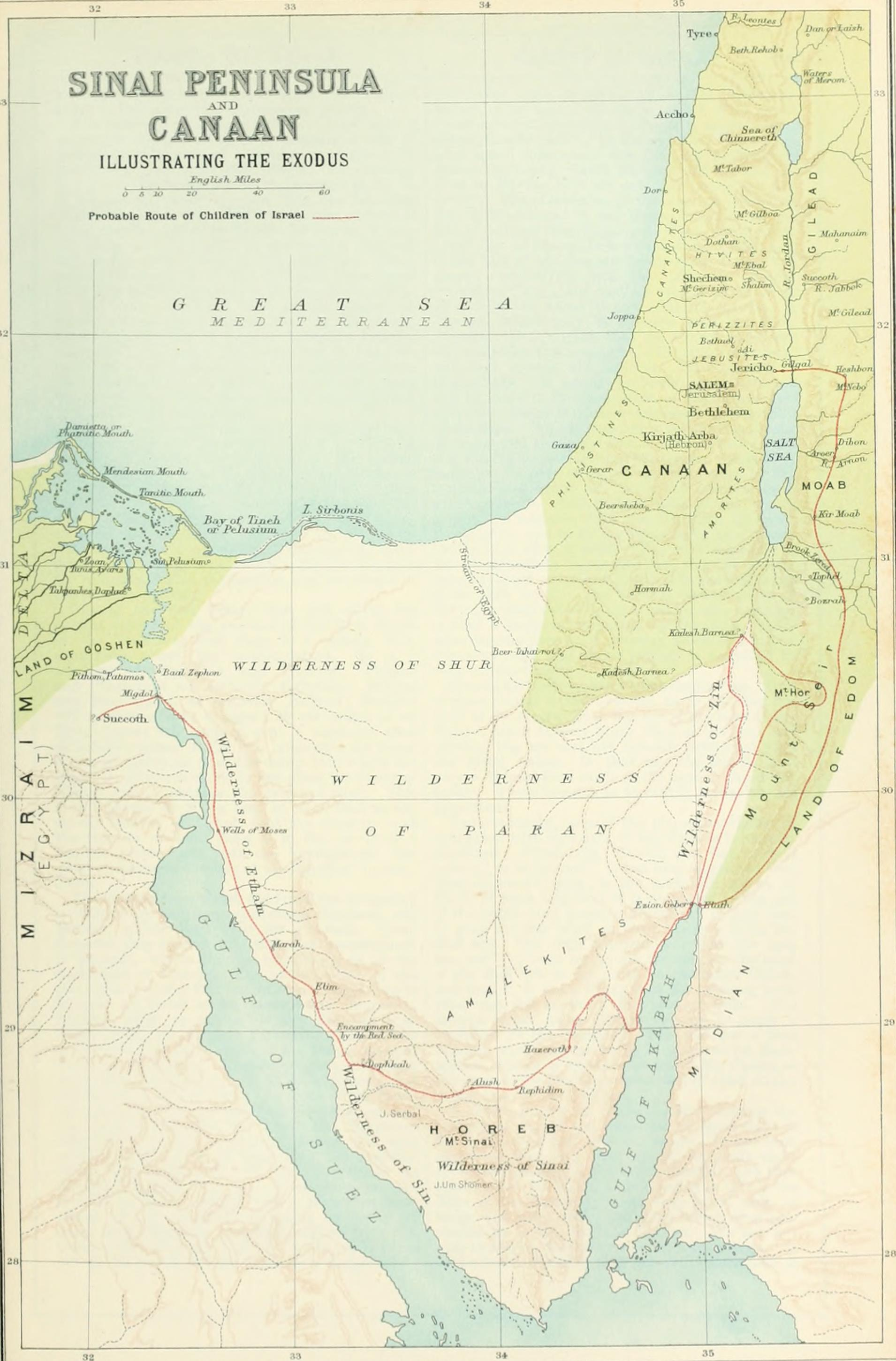
Jedna z rekonstrukcji trasy wędrówki Izraelitów

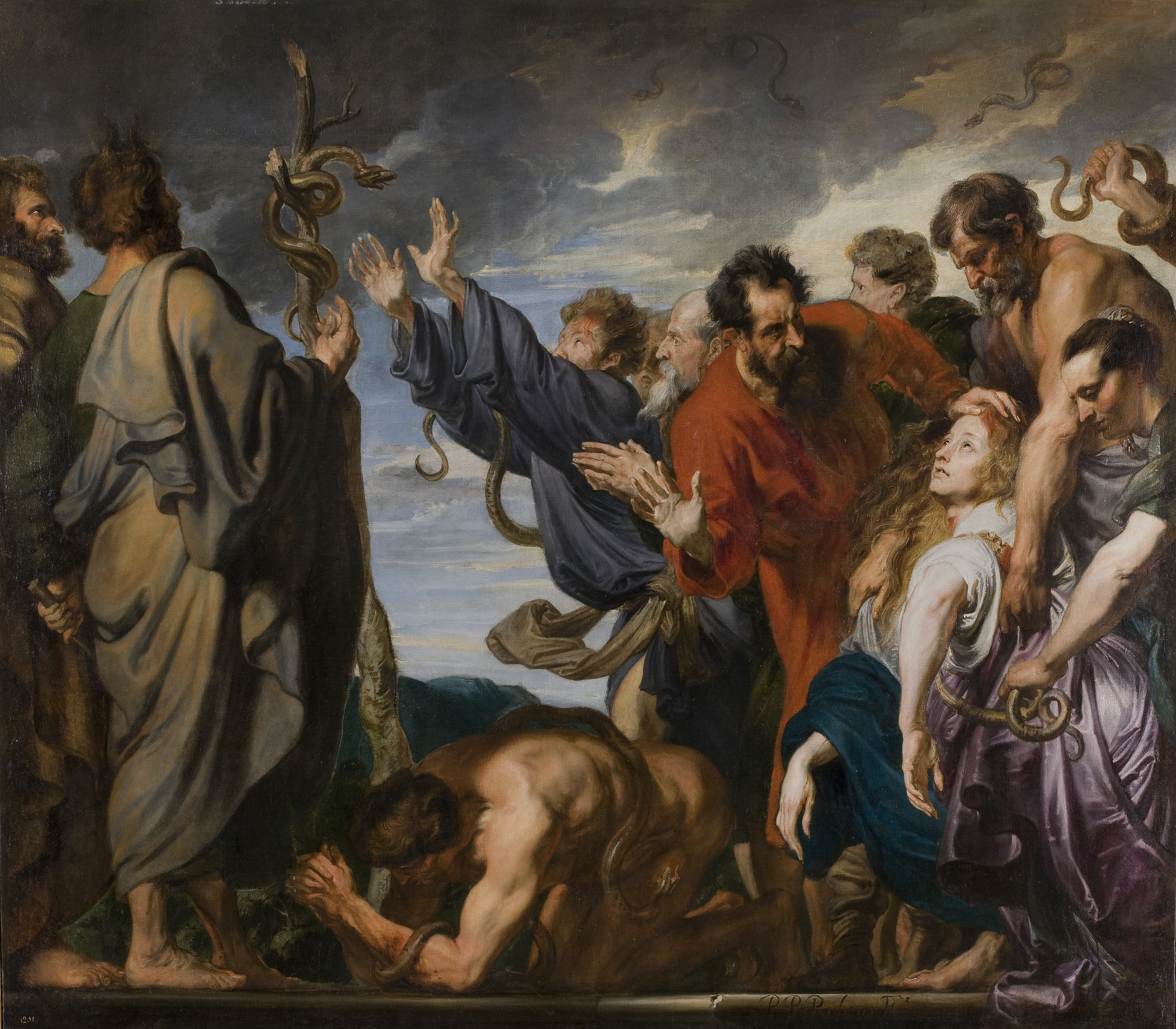
Mojżesz i miedziany wąż – obraz Antoona van Dycka przedstawiający jedno z wydarzeń wędrówki Izraelitów

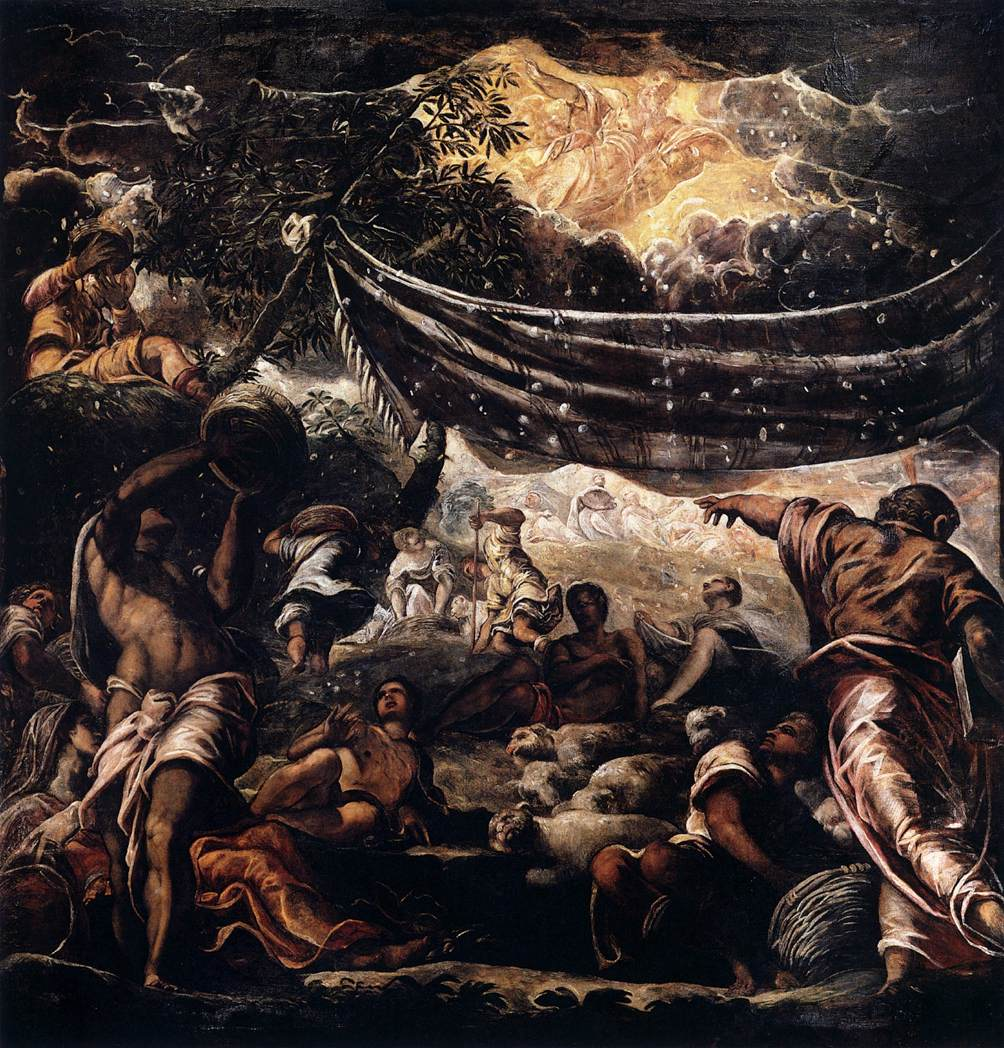
Zesłanie manny – obraz Jacopa Tintoretta z roku 1577

We współczesnym ujęciu, obecnym m.in. w katolicyzmie, biblijny opis wyjścia oparty jest na wydarzeniach historycznych, ale nie jest elementem historiografii, a teologii historii. Historia wyjścia jest rozpatrywana jako mit założycielski narodu izraelskiego, z którym w jego trakcie Bóg dokonał ponownego zawarcia przymierza. W katolickim ujęciu opowieści zawarte w Pięcioksięgu mają przynajmniej częściowo umocowanie w wydarzeniach historycznych. Natomiast według niektórych badaczy historia wyjścia i wędrówki Izraelitów jest wyłącznie mityczna, przykładowo zatopienie wojsk egipskich można interpretować jako reminiscencję mitu o walce Marduka z Tiamat opisanej w Enuma elisz, bez podłoża w rzeczywistych wydarzeniach. Współcześnie istnieją różne wersje zrekonstruowanej trasy wędrówki Izraelitów.

## Datowanie
Obecnie nie ma zgodności co do określenia czasu Exodusu. Jedna z hipotez mówi, że prześladowania Izraelitów miały miejsce za czasów faraona Totmesa III (ok. 1501 p.n.e. – 1447 p.n.e.), a Wyjście nastąpiło za rządów Amenhotepa II (ok. 1447 p.n.e. – 1420 p.n.e.). Józef Flawiusz odnosi Exodus na lata 1374 p.n.e. – 1356 p.n.e., tj. rządy Amenhotepa III i Echnatona. Najpopularniejsze obecnie hipotezy przenoszą opuszczenie Egiptu na lata późniejsze, przyjmując, że faraonem prześladowcą był Ramzes II (1292 p.n.e. – 1225 p.n.e.), a faraonem, za którego nastąpiło Wyjście – Merenptah (1225 p.n.e. – 1215 p.n.e.), albo też, że byli to faraonowie Seti I (1313 p.n.e. – 1292 p.n.e.) i Ramzes II.

## Przebieg wyjścia
Według opisu biblijnego Izraelici zasiedlali Egipt od czasów Józefa. W pewnym okresie zaczęli być prześladowani, czego kulminacją była zarządzona przez faraona eksterminacja nowo narodzonych chłopców. Mimo to części udało się przeżyć, a jeden z nich – Mojżesz – został adoptowany przez córkę faraona. Jednocześnie był świadomy swojego hebrajskiego pochodzenia. Zabił Egipcjanina w obronie swojego rodaka przez co musiał uciec do Madianitów. Kapłan Madianicki poprosił Mojżesza, by z nimi zamieszkał i dał mu swoją córkę Seforę za żonę. Mojżesz, przeprowadzając stado swojego teścia przez pustynię, w drodze na górę Horeb, przeżył objawienie, w czasie którego Jahwe za pośrednictwem anioła w  krzewie gorejącym nakazał mu powrót do Egiptu w celu wymuszenia na faraonie wyzwolenia Izraelitów. Zgodnie z poleceniem Boga Mojżesz udał się do faraona, który nie przystał na prośbę uwolnienia Izraelitów, ale uległ po serii cudownych znaków znanych jako plagi egipskie. Uwolnieni Izraelici udali się w kierunku Kanaanu. Faraon zmienił zdanie i wypuścił w pogoni wojsko, które zostało zniszczone w cudowny sposób podczas przejścia przez Morze Czerwone. Wydarzenie to zaowocowało powstaniem Kantyku Mojżesza i pieśni Miriam. Lokalizacja miejsca określonego w Septuagincie i opierających się na niej kolejnych wersjach Biblii jako Morze Czerwone nie jest jasna. Oryginalna nazwa oznacza raczej Morze Sitowia lub Morze Trzcin, a więc mokradła śródlądowe, a nie rzeczywiste morze. Może więc chodzić o Wielkie lub Małe Jezioro Gorzkie, jezioro Sirbonis albo inne.
Według Biblii wędrówka przez Synaj odbyła się okrężną drogą, zajmując 40 lat, czyli symboliczną długość życia pokolenia. W jej trakcie Bóg miał w cudowny sposób wybawiać Izraelitów od groźby śmierci z pragnienia lub głodu, jak również od przegranej podczas ataku Amalekitów. Wśród cudów było zesłanie łatwego do zdobycia pożywienia – przepiórek i manny – oraz wody – uzdatnienie niezdatnych do picia gorzkich wód oraz utworzenie źródła w skale. W czasie wędrówki Mojżesz spotkał teścia z plemienia Madianitów, Jetrę. Według jednej z interpretacji Mojżesz wybrał tę drogę zamiast najkrótszej wzdłuż wybrzeża Morza Śródziemnego, aby dotrzeć do góry Synaj (Horeb). Centralnym punktem wędrówki przez pustynię było przymierze między Jahwe a narodem wybranym na tej górze. Wówczas Bóg przekazał Izraelitom za pośrednictwem Mojżesza Dekalog i Kodeks Przymierza. W czasie spotkania Mojżesza z Bogiem Izraelici praktykowali kult złotego cielca, przez co konieczne było odnowienie przymierza. Widomym znakiem przymierza stała się Arka Przymierza przechowywana w Namiocie Spotkania. Mojżesz już wcześniej był w tym miejscu, jako uciekinier z Egiptu, pasąc owce Jetry. Tu miało miejsce objawienie w krzewie gorejącym i powołanie go na wyzwoliciela Izraelitów. Wówczas Bóg ujawnił swoje imię – Jahwe, zapisywane jako tetragram, a oznaczające Jestem, który jestem. Po wydarzeniach na górze Synaj Izraelici skierowali się ponownie w stronę Kanaanu. Rozpoczęło się to od spisu ludności i organizacji, w jakiej miała się ona przemieszczać. W trakcie tej wędrówki doszło do kilku buntów przeciwko Mojżeszowi lub Bogu, surowo ukaranych. W pewnym momencie wysłano dwunastu mężczyzn na rekonesans ziemi, którą Izraelici mieli w przyszłości podbić. Wędrówka musiała jednak ominąć Edom, co ją wydłużyło. W czasie kolejnego buntu Bóg w ramach kary zesłał plagę węży, a ratunkiem miało być zawierzenie Mu symbolizowane przez spojrzenie na miedzianego węża. W tym czasie Izraelici walczyli z kolejnymi lokalnymi plemionami, podbijając Zajordanie i rozpoczynając osiedlanie się. W ramach jednej z walk przeciwko Izraelitom wystawiono Balaama, proroka zawodowo zajmującego się rzucaniem klątw. Prorok ten jednak ostatecznie – zamiast przekląć Izraelitów – pobłogosławił ich. Również jego oślica została natchniona przez Boga. Wśród przepowiedni pojawił się motyw mesjański symbolizowany przez gwiazdę. Kolejny spis ludności dokonany przed ostatecznym podbojem Zajordania wskazał, że prawie nikt z osób opuszczających Egipt już nie żył. Część Izraelitów (plemię Rubena, Gada i połowa plemienia Manassesa) wbrew pierwotnym planom osiedliła się na wschodnim brzegu Jordanu. Sam Mojżesz nie dożył do końca wędrówki, a do Ziemi Obiecanej Izraelitów wprowadził Jozue, a drugim Izraelitą, który z Egiptu wyszedł jako dorosły i dotarł do Palestyny, był Kaleb.
Opis wyjścia w Biblii stał się podstawą m.in. greckojęzycznego dramatu Eksagoge autorstwa Ezechiela, zhellenizowanego Żyda, żyjącego w Aleksandrii  w III lub II wieku p.n.e. Tekst dramatu był stosunkowo wiernym odzwierciedleniem przekazu biblijnego, w odróżnieniu od treści poematu innego zhellenizowanego Żyda, Artapanosa, u którego leżące u podstaw wyjścia prześladowanie Mojżesza i Izraelitów było przejawem rażącej niewdzięczności Egipcjan, którzy Mojżeszowi mieli zawdzięczać tak wiele, że wcześniej oddawali mu cześć boską.
Wyzwolenie Izraelitów (narodu Musy) spod władzy Egiptu w celu swobodnego sprawowania kultu Boga jest też opisane w Koranie, przy czym w tej wersji Ziemia Obiecana nie jest im dana za darmo, lecz warunkowo jako nagroda za posłuszeństwo.

## Liczba Izraelitów
Według Wj 12,37 (wraz z nieznaczną różnicą w Wj 38,25, Lb 1,46 i Lb 2,32) z Egiptu uciekło 600 tysięcy mężczyzn, co w obliczeniu daje około 2,5 mln osób. Z tego powodu bibliści starają się zmniejszyć tę ogromną liczbę. Niektórzy podejrzewają skażenie tekstu, inni przychylają się do babilońskiego sześćdziesiątnego systemu liczenia (co daje wynik 36 tysięcy). Jeszcze inni tłumaczą hebrajskie słowo „elef” nie jako tysiąc, ale jako „rodzina”, „grupa”, „pokolenie”. Jednak znaczna część badaczy twierdzi, że liczba ta jest celowo ahistoryczna i ma wymiar teologiczny – to cały naród Izraela wychodził z Egiptu, wszyscy wierzący, także współcześni (jak się modlą do dziś Żydzi podczas sederu paschalnego). Istnieje też interpretacja, że taka liczba ma metaforycznie wskazywać na opatrzność Bożą, która mogłaby utrzymać przy życiu na pustyni nierealistycznie dużą liczbę ludzi.

## Rola wyjścia w kształtowaniu religii abrahamicznych

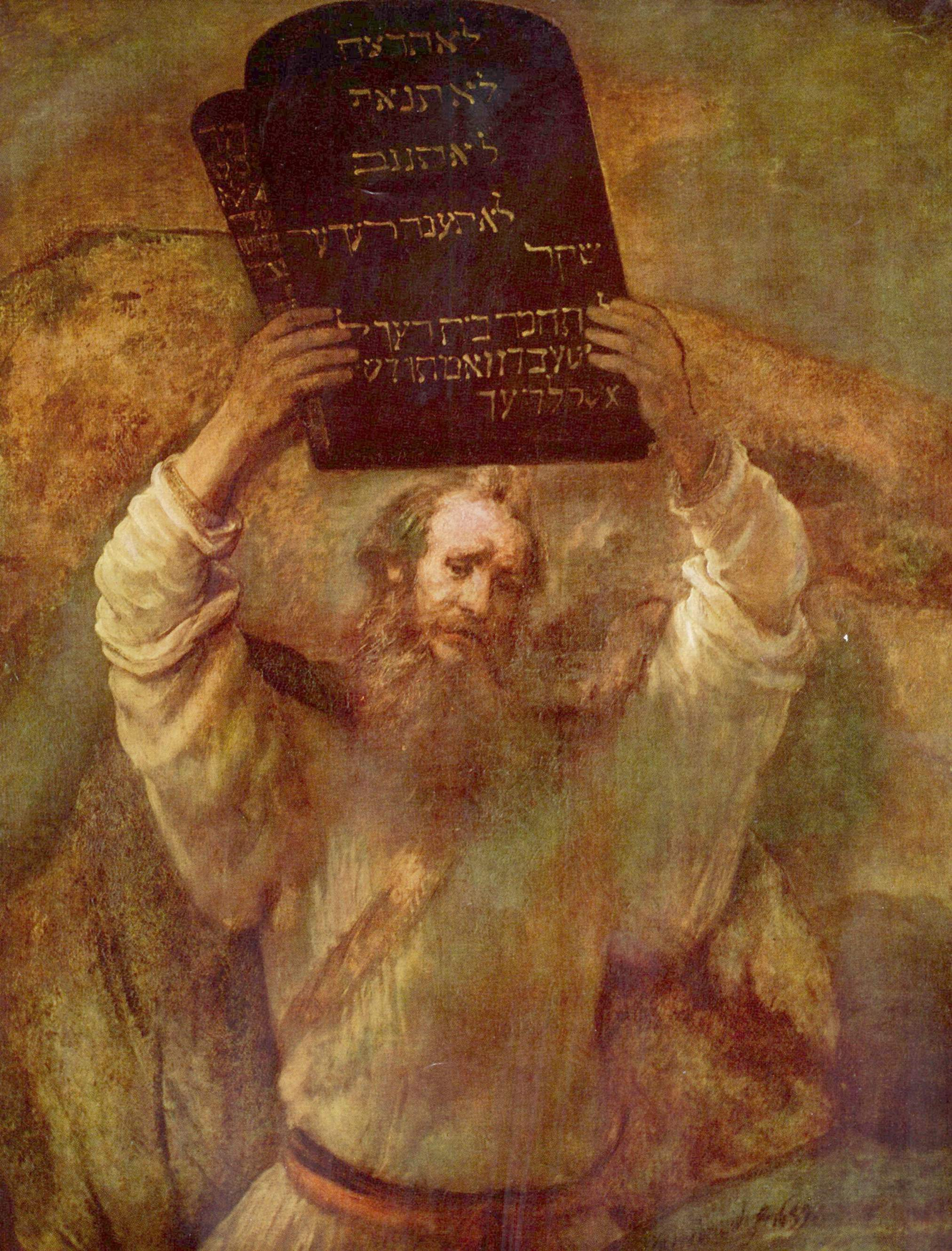
Mojżesz z tablicami prawa – obraz Rembrandta

Wyjście z Egiptu i wędrówka przez pustynię są punktem odniesienia dla narodowej i religijnej konsolidacji Żydów. Były one przez późniejszych Żydów rozpatrywane nie tylko jako wydarzenie historyczne, ale teologiczny model wszystkich wydarzeń w ich historii, zarówno już minionej, jak i nadchodzącej. Jedną z teologicznych interpretacji jest traktowanie eksodusu nie tylko jako wędrówki do Ziemi Obiecanej, ale wędrówki ku poznaniu Boga. Przymierze Jahwe i Izraela jako Jego narodu wybranego jest uważane za najważniejszy punkt Starego Testamentu. W jego ramach Bóg miał przekazać ludziom przepisy religijne spisane w Torze z Dekalogiem na czele. Powstająca wówczas tradycja doprowadziła po wiekach przekazywania ustnego do spisania wczesnych form Biblii. Według niej w trakcie zawierania przymierza Izraelici mieli poznać dwie podstawowe prawdy judaizmu – że Jahwe jest jedynym Bogiem oraz że Izraelici są jego szczególną własnością, z którą zawarł unikatowe przymierze. Naród wybrany zgodnie z tą zasadą zobowiązany został do specjalnego wypełniania Bożej woli. Wierność Bożym przykazaniom przekazanym wraz z przymierzem miała być odpłatą Izraelitów za wyzwolenie z niewoli. Do wydarzeń z wyjścia nawiązują żydowskie święta Paschy i Namiotów.
Noc paschalna jest kluczowym punktem kalendarza liturgicznego w judaizmie. Przypada ona w pierwszym miesiącu tego kalendarza – nisan. Przebieg święta Paschy ma odwzorowywać wydarzenia z oryginalnej nocy paschalnej, a Święta Przaśników – tygodnia po niej następującego. Przejście przez morze przez jakiś czas było odtwarzane w starożytnym Izraelu. Symbole chorągwi ludu wędrującego spod Synaju do Kanaanu – człowiek, wół, orzeł i lew – stały się później symbolami ewangelistów.
Wyjście Izraelitów z Egiptu było podawane jako zapowiedź wyzwolenia z niewoli asyryjskiej i babilońskiej u kolejnych proroków i psalmistów. Już u nich jest uważane za typ ery nadejścia mesjasza, co zostało przejęte w teologii chrześcijańskiej. Przejście przez Morze Czerwone jest interpretowane przez Świętego Pawła jako typ chrztu, a przez Jana w Apokalipsie jako typ zwycięstwa wybranych przez Boga. To pierwsze ma odzwierciedlenie w katolickiej liturgii Wielkiej Soboty, gdy odśpiewywany jest Kantyk Mojżesza w ramach liturgii chrzcielnej. Paweł cudownie pojawiające się w trakcie wyjścia mannę i wodę tryskającą ze skały uznaje za typ eucharystii, a Jezusa nazywa Paschą. Z kolei Jan w listach porównuje Mojżesza-prawodawcę do Jezusa. Symbol węża miedzianego stał się jednym z ważniejszych motywów Starego Testamentu komentowanym w kolejnych księgach, a w chrześcijaństwie stał się typem ukrzyżowania Jezusa.
Wyjście z Egiptu, a zwłaszcza wędrówka przez pustynię, było dla twórców judaizmu obrazem relacji Jahwe z narodem żydowskim jako ojca wychowującego syna. W tym wychowaniu Bóg-ojciec wystawia Izraela-syna na próby, a ten zwykle wykazuje się nieposłuszeństwem, w odróżnieniu od wcześniejszej postawy Abrahama. Tym religijni przywódcy Żydów z okresu upadku starożytnego Izraela tłumaczyli ówczesne niepowodzenia narodu. Również w islamie w historii eksodusu tradycyjnie eksponowane jest odchodzenie Żydów od Boga i Jego kary. Wystawianie na próby pozwala w tej interpretacji na ukazanie Bożej łaski i w ogóle Jego działania.
Wyjście z Egiptu stało się podstawą do ukucia teologicznych pojęć takich jak zbawienie i odkupienie oraz łaska będąca wynikiem nie zasług wyznawców, ale wolnego wyboru Boga.
Wyjście z ucisku i wędrówka ku lepszej rzeczywistości obrazowana przez eksodus jest motywem występującym w rastafarianizmie. U jego podstaw była sformułowana przez Marcusa Garveya wizja powrotu Czarnych, potomków niewolników sprowadzanych przez europejskich kolonizatorów, z Ameryki do Afryki. Jednym z hymnów tego ruchu stała się piosenka Boba Marleya – Exodus z płyty o tym samym tytule, gdzie Egipt został zastąpiony przez Babilon. W najbardziej radykalnym rozumieniu chodziło o dosłowną przeprowadzkę do Etiopii rządzonej przez Hajle Sellasjego jako jedynego w pewnym momencie państwa rządzonego przez Czarnych i jednocześnie o jednej z najstarszych tradycji chrześcijańskich. W mniej radykalnym chodziło o powrót do dowolnego miejsca Afryki, a w niedosłownym – o wyjście z mentalnej niewoli określanej jako Babilon. Tak rozumiane wyjście zdaniem rastafarian czyni ich realizatorami współczesnej wersji judaizmu i chrześcijaństwa.
Paralele do wyjścia Izraelitów z Egiptu znajdują się również w religii ringatū założonej przez maoryskiego proroka Te Kooti. On sam był więziony na wyspach Chatham, gdzie przeżył objawienie i skąd uciekł z grupą wyznawców na rodzinną Nową Zelandię. Ucieczkę przez morze i kilkuletnie walki uznał za powtórzenie wydarzeń biblijnych. Siebie porównywał do Mojżesza i Jozuego, a podobieństwa wzmocnił symboliką węża i ognia.

## Historyczność
Według Biblii Exodus powinien mieć miejsce około roku 1446 p.n.e. Podstawą tego datowania jest Biblijny fragment z 1 Księgi Królewskiej 6:1, który mówi, że Exodus miał miejsce 480 lat przed rozpoczęciem budowy Świątyni Salomona, co miało miejsce około 966 p.n.e. Biblijna narracja łączyłaby więc Wyjście Izraela z Egiptu z Faraonem Totmesem III.
Historia potwierdza kilka faktów z życia Totmesa III z narracją Biblijną. Jest to np. fakt, że on sam nie był pierworodnym synem oraz jego następca Amenhotep II również nim nie był.

### Inne dowody archeologiczne i historyczne na możliwość Exodusu
- Imię Mojżesz (Mose lub Moses) jest zbliżone fonetycznie do imion członków rodziny królewskiej tamtego okresu jak Totmes (również znane jako Tutmoses).[45]
- Następca Totmesa III, Amenhotep II, sprowadził do Egiptu wyjątkowo dużą liczbę jeńców wojennych, którzy byli wykorzystywani jako niewolnicy. Badacze sugerują, że mogło to wynikać z niedoboru siły roboczej zaistniałego po wyjściu Izraelitów.[46]
- Góra Jabal al-Lawz, wskazywana przez wielu badaczy jako Góra Synaj, dostarcza licznych dowodów archeologicznych wspierających narrację biblijną. Wśród najważniejszych dowodów wymienia się unikalny spalony wierzchołek, pękniętą skałę, jaskinię, ślady ołtarza, 12 stel, ślady osadnictwa, starożytne inskrypcje hebrajskie oraz zgodność geograficzną z biblijnymi opisami.[47]
- Listy Amarneńskie zawierają korespondencję między faraonem a jego wasalami z Kanaanu z okresu około 1360-1330 p.n.e. Listy wspominają o ludzie nazwanym Habiru, który pustoszył ziemie Kanaanu. Według Biblii podbój Kanaanu rozpoczął się właśnie na przełomie XV i XIV wieku p.n.e. Charakterystyczne jest, że wasale Egiptu prosili o pomoc faraona, jednak nie doczekali się wsparcia.[48] Badacze nie mają pewności co do tożsamości Habiru, jednak jednym z logicznych wyjaśnień jest, że są to Hebrajczycy. Terminy „Habiru” oraz „Hebrew” (czyt. Hibru) są fonetycznie i etymologicznie bardzo zbliżone.[49]
- Inskrypcja z Soleb to starożytny napis odkryty w świątyni w Soleb, mieście położonym w Nubii, na terenie dzisiejszego Sudanu. Świątynia ta została zbudowana przez faraona Amenhotepa III (ok. 1390-1353 p.n.e.), w okresie wkrótce po wyjściu Izraela z Egiptu (ok. 1446 r. p.n.e.). Inskrypcja z Soleb zawiera wzmiankę o „Szazu Yahwe” (czyli „nomadach Yahwe”).[50]
- Stela Merenptaha, znana również jako Stela Izraela, jest jednym z najważniejszych starożytnych egipskich zabytków ze względu na swoją rolę w historii starożytnego Izraela. Fragment dotyczący Izraela brzmi: „Izrael jest zniszczony, jego nasienie nie istnieje”. Opis ten jest zgodny z biblijnymi relacjami z Księgi Sędziów, kiedy to plemiona Izraela były atakowane przez obce ludy z powodu odstępstw od Boga. Wzmianka o Izraelu na steli Merenptaha jest najstarszym znanym pozabiblijnym odniesieniem do tego ludu, co czyni ją niezwykle ważnym źródłem historycznym. Hieroglify użyte do oznaczenia Izraela (𓇋𓏭𓂋𓏏𓊎𓏴𓏤) zawierają determinatyw oznaczający grupę ludzi lub naród, a nie miasto-państwo czy królestwo, co potwierdza biblijną narrację, że plemiona Izraela były obecne pośród narodów Kanaanu, ale nie stanowiły jeszcze ustanowionego królestwa.[51]

### Krytyka
Wśród wielu historyków panuje opinia, że Biblia nie zawiera poprawnego opisu początków Izraela. Według wielu z nich nie ma śladów obecności Izraelitów w Starożytnym Egipcie, a Synaj pozostawał niezamieszkany przez całe drugie tysiąclecie p.n.e. W Kadesz-Barnea nie znaleziono oznak ludzkiej aktywności starszych niż sama monarchia Izraelitów. Ponad 100 lat badań archeologicznych i egiptologicznych nie wykazało niczego znaczącego, co mogłoby być powiązane z egipską niewolą, ucieczką i późniejszą wędrówką, stąd wielu archeologów uznaje, że Izraelici pochodzą z Kanaanu. Niektórzy badacze wskazują jednak, iż brak źródeł archeologicznych nie wyklucza uznania m.in. przemieszczenia grup ludności z obszaru Kanaanu do Egiptu, późniejszego przemieszczenia się części z nich z powrotem do Kanaanu jako protoplastów ludu izraelskiego (podając jednocześnie źródła, które tego nie wykluczają).
Oceanograf Carl Drews wykazał, że wiatr wiejący przez 12 godzin z prędkością ok. 100 km/h (takie wiatry zdarzają się na pustyni) spowodowałby, że płytkie rozlewisko takie jak Morze Sitowia mogłoby  wycofać swoje wody i tak zostałby odkryty sześciokilometrowy pas suchego lądu, którym mogliby przejść Izraelici. Potem wody wróciłyby na swoje miejsce, być może topiąc wojska faraona. Podobne przypadki zostały udokumentowane w historii.